# Pseudocrenilabrus philander
Pseudocrenilabrus philander är en 8–13 cm lång afrikansk ciklid.

## Biotoper
Pseudocrenilabrus philander återfinns precis som sina släktingar främst i grunda våtmarker, bäckar och i lugnt vatten i tätt bevuxna floder. Den återfinns mer sällan i strandområden i mindre insjöar, och aldrig i någon av Afrikas större sjöar. Detta bland annat för att konkurrensen från de oftast betydligt större och mer rovgiriga cikliderna i släktet Haplochromis blir för stor i sådana miljöer.

## Föda
Arten är allätare ("omnivor"), och livnär sig huvudsakligen på maskar, små kräftdjur, insekter, småfisk, alger och olika vattenväxter.

## Fortplantning
Arten är en så kallad munruvare, som "ruvar" ägg och nykläckta yngel i munnen, för att på så sätt skydda dem mot rovdjur. Hos denna art är det endast honan som tar hand om avkomman på detta vis. Efter lek och befruktning ruvar honan rommen i munnen i 12–14 dygn innan den kläcks. Under 5–7 dygn efter kläckningen ruvar hon sedan även ynglen i munnen under korta perioder, i händelse av fara. Därefter får ynglen klara sig på egen hand. Yngel och ungfiskar äter framför allt små vattenlevande insekter och kräftdjur, men honan äter vanligtvis mycket lite eller inte alls under den period hon ruvar ägg och yngel. Arten odlas inte lika ofta som akvariefisk som den nära släktingen egyptisk munruvare (Pseudocrenilabrus multicolor).

## Lista över underarter
- Pseudocrenilabrus philander philander (Weber, 1897) – blir 13 cm lång, och förekommer i Angola, Botswana, Kongo-Kinshasa, Malawi, Moçambique, Namibia, Swaziland, Sydafrika, Tanzania, Zambia och Zimbabwe.[2]
- Pseudocrenilabrus philander dispersus (Trewavas, 1936) – blir 9,5 cm lång, och förekommer i Angola, Malawi och Moçambique.[3]
- Pseudocrenilabrus philander luebberti (Hilgendorf, 1902) – blir 8 cm lång, och förekommer i Namibia.[4]